# New York Superstar
New York Superstar je kompilační album amerického rockového kytaristy a zpěváka Lou Reeda vydané v roce 1978 u RCA Records. Album vyšlo ve Velké Británii, Německu a Itálii. Níže je uveden seznam skladeb z německého a britského vydání alba, italské vydání mělo jiné pořadí skladeb.

## Seznam skladeb

### strana A
1. "Walk on the Wild Side" (1972) – 4:12
2. "Charly's Girl" (1976) – 2:35
3. "Vicious" (1972) – 2:55
4. "Berlin" (1973) – 3:23
5. "Lady Day" (1973) – 1:32
6. "A Gift" (1976) – 3:45

### strana B
1. "Intro to Sweet Jane" (live, 1974) – 3:30
2. "Sweet Jane" (live, 1974) – 4:16
3. "Caroline Says I" (1973) – 3:57
4. "Billy" (1974) – 3:11
5. "Goodnight Ladies" (1972) – 4:19